# Conostomium gazense
Conostomium gazense är en måreväxtart som beskrevs av Bernard Verdcourt. Conostomium gazense ingår i släktet Conostomium och familjen måreväxter.
Artens utbredningsområde är Moçambique. Inga underarter finns listade i Catalogue of Life.